# Janina Konarska
Janina Konarska-Slomimska (Łódź, 30 d'abril de 1900 - Varsòvia, 9 de juny de 1975) va ser una pintora, escultora, artista gràfica i il·lustradora polonesa, membre de l'Associació d'Artistes Gràfics de Polònia 'Ryt'.

## Origen i educació
Provenia d'una família de fabricants d'Łódź, d'origen jueu, anomenada Seideman. Inicialment, va estudiar a l'escola de dones Kazimiera Kochanowska de Varsòvia i després va continuar els seus estudis als cursos pedagògics estatals per als professors de dibuix. A continuació va estudiar pintura, gràfics i escultura a l'Escola de Belles Arts. Va ser l'alumna favorita de Władysław Skoczylas a la classe de gràfics.
El 1918 va adoptar el pseudònim artístic Konarska, que oficialment prendria com a cognom propi el 1924. Al mateix temps, la família Seideman es va convertir al catolicisme, adaptant el cognom de la filla en la forma Konerscy, lleugerament canviada. El 1920, durant la guerra poloneso-soviètica, va treballar a l'hospital de la Lliga Acadèmica i va tenir cura de soldats ferits.

## Èxit artístic
Janina Konarska va exposar molt i va tenir molt èxit. Va obtenir distincions a l'Exposició Internacional d'Art i a concursos gràfics internacionals. Es van elogiar les seves xilografies, sobretot imatges de sants i treballs relacionats amb animals.
Durant les competicions artístiques dels Jocs Olímpics d'Estiu de 1932, va guanyar la medalla de plata, en la categoria de pintura, opció de gravat, per la seva xilografia Stadium.
L'any 1934 es va poder veure obra seva a l'exposició de gravat polonès que va organitzar el Círcol Artístic de Barcelona.

## Contactes socials i matrimoni
Als anys vint, Janina Konarska estava envoltada d'artistes i escriptors. Associada a un grup de Skamandrites, era considerada una noia bella i educada; tenia molts admiradors encantats de la seva bellesa. El seu admirador Wacław Zbyszewski va escriure sobre ella d'aquesta manera: "Llavors era una núvia jove, molt maca, rossa molt maca, natural, sense tenyir, amb els ulls blaus i blaus, la veritable Zosia de Soplicowo". A més de la bellesa, la gran intel·ligència, la passió pels poetes i els escriptors, també es va distingir pel fet de ser l'única neboda i hereva d'un gran industrial tèxtil de Łódź, més tard senador, Heiman-Jarecki.
El març de 1934 es va casar amb Antoni Słonimski, poeta, periodista i dramaturg del grup Skamandrite. Aquest matrimoni va ser una gran sorpresa per a tot l'entorn però la relació va resultar feliç i duradora. Després de contraure matrimoni, Janina Konarska-Słonimska es va retirar gradualment de la vida artística i va dedicar tot el seu temps al seu marit. La parella Słonimski no va tenir fills.
Apareix en una pel·lícula de 1926: Szczesliwy wisielec, czyli Kalifornia w Polsce.